# Московская площадь (Санкт-Петербург)
Моско́вская площадь — крупнейшая площадь Санкт-Петербурга (площадь — около 13 га), находящаяся на Московском проспекте, в районе его пересечения с Ленинским проспектом и улицами Типанова и Ленсовета. Является одной из крупнейших в Европе и мире.

## Наименование
28 октября 1968 года площади присвоено официальное название Московская площадь.

## История
Площадь возникла в 1930-е годы; до 1968 года не имела названия.
По Генеральному плану 1938—1939 годов планировалось перенести в этот район центр города и сделать будущую Московскую площадь местом массовых демонстраций, парадов и других торжеств (от площади в сторону Авиационной и Алтайской улиц проходит Демонстрационный проезд).

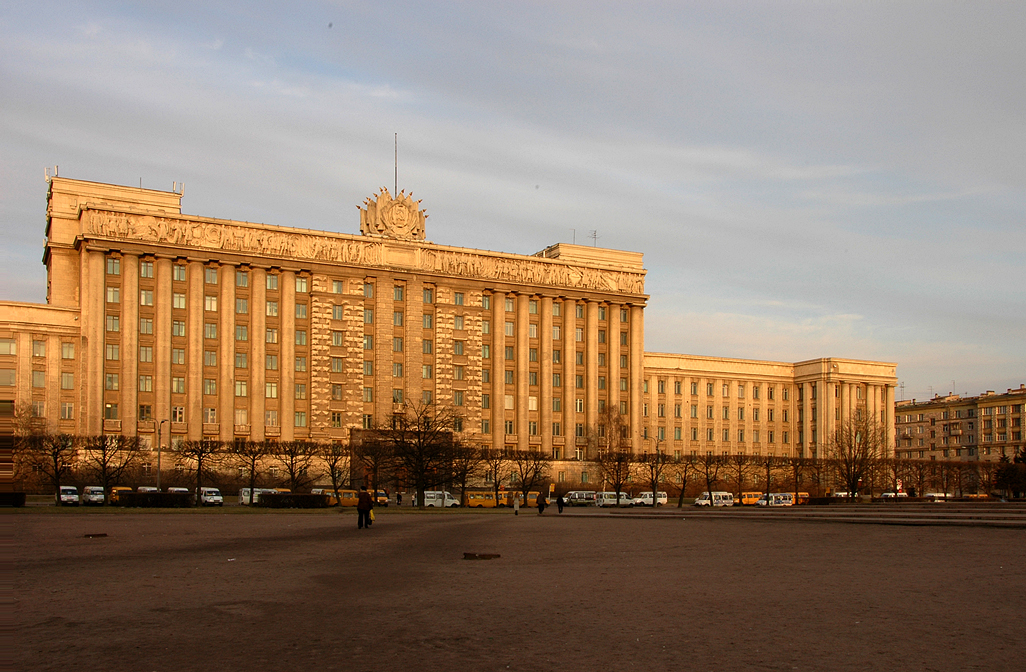
Московская площадь
до реконструкции, 2005 год

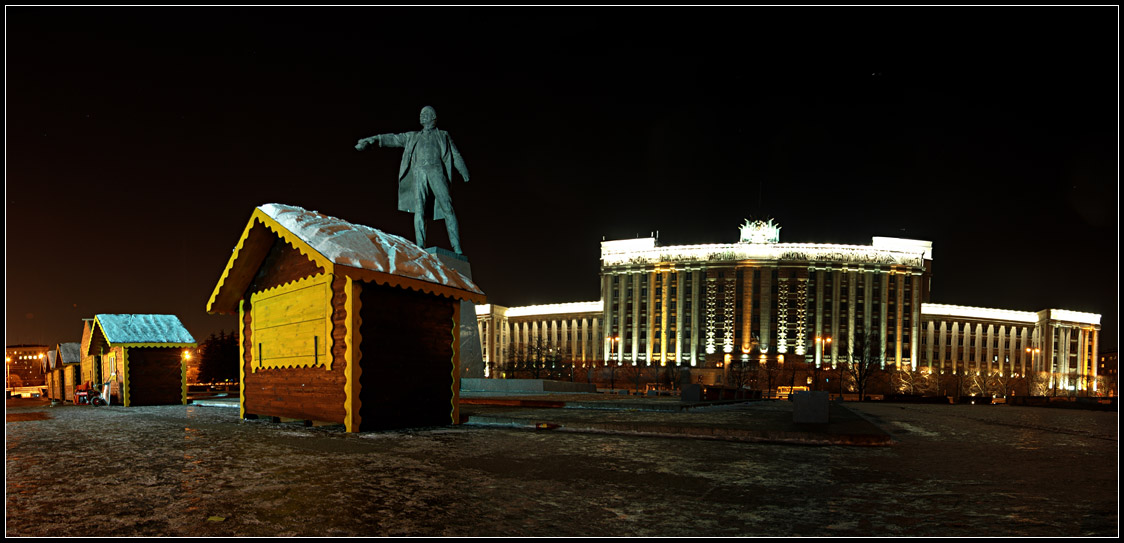
Монтаж катка на Московской площади
в декабре 2007 года

С началом Великой Отечественной войны были прерваны работы по разбивке площади. В сентябре 1941 — январе 1944 годов в нескольких километрах к югу от площади проходила линия фронта, а в районе Дома Советов был сооружён узел обороны с железобетонными дотами (один из них сохранён как памятник мужеству защитников Ленинграда), сам же Дом Советов использовался как наблюдательный пункт. При подготовке операции по окончательному снятию блокады (зима 1943/44 годов) в районе площади создано учебное минное поле, на котором сапёры отрабатывали тактику разминирования и обучали собак миннорозыскной службы.
После окончания войны по Генеральному плану 1946—1948 годов создание нового центра на юге города признали нецелесообразным, но работы на площади всё же продолжались.
В 1953—1955 годах здесь возведены два жилых 10-этажных дома (архитектор С. Б. Сперанский), определяющие западную границу площади; с южной и северной сторон её замыкают 7—8-этажные жилые корпуса, перед которыми разбиты скверы.
В 1969 году открыта станция метро «Московская».
В 1970 году на Московской площади сооружён памятник В. И. Ленину (скульптор М. К. Аникушин, архитектор В. А. Каменский) — самый большой в городе памятник Ленину: высота статуи около 8 метров, а общая — 16.

## Достопримечательности

### Памятник Ленину
Памятник В. И. Ленину установленный в 1970 году по проекту скульптора М. К. Аникушина, архитекторов С. Г. Майофиса и В. А. Каменского. Высота гранитного постамента составляет 7 м 44 см, высота скульптуры 8 м 10 см, самый высокий памятник Ленину в городе. Вождь мирового пролетариата представлен в движении, как будто обращаясь к народу с пламенной речью.

### Фонтаны на Московской площади
Фонтанный комплекс торжественно открыт 25 мая 2006 года. При установке использовалось оборудование фирмы OASE, состоит из 11 фонтанов:
- две основные чаши расположены по сторонам от памятника В. И. Ленину. Чаши сочетают в себе водные каскады и струи, работающие как в статичном, так и в динамичном режиме;
- ближе к Дому советов расположены два статичных фонтана трапециевидной формы с колоннадой из струй;
- за памятником В. И. Ленину расположена чаша в форме квадрата с восемью статичными струями по сторонам и одной в центре;
- шесть фонтанов со статичными струями установлены вдоль Московского проспекта[4].

### Дом Советов(Московский проспект, дом 212)
Дом Советов или НИИ радиоэлектроники или НПО «Ленинец» или ОАО «Ленинец-холдинг» или Бизнес-центр «Московский 212». Здание в стиле сталинского неоклассицизма построено в 1936—1941 годах по проекту архитекторов Н. А. Троцкого, Я. Н. Лукина, Я. О. Свирского, Л. М. Тверского, М. А. Шепилевского, инженера С. С. Голушкевича, для размещения в нём Ленинградского Дома Советов. В плане оно представляет прямоугольную форму и включает три больших двора. Большой протяженный фасад имеет трёхчастную структуру. В центральной части этажи объединены мощными полуколоннами. В послевоенные годы в Доме Советов разместились различные научные учреждения и организации.

### Сквер Южная Роща
Сквер Южная Роща разбит в 1962 году, прошел перепланировку в 2001 году.

### Жилой дом (Московский проспект, дом 193,Ленинский проспект, дом 163)
Жилой дом в стиле сталинского неоклассицизма построен в 1953—1956 годах по проекту архитектора С. Б. Сперанского, инженера Е. Л. Челнокова, при участии И. В. Райляна. Дом облицован светлой керамикой и частично внизу тёмно-красным гранитом. В двух нижних этажах находились большие универмаги.

### Жилой дом (Московский проспект, дом 191, Ленинский проспект, дом 178)
Жилой дом в стиле сталинского неоклассицизма построен в 1953—1956 годах по проекту архитектора С. Б. Сперанского, инженера Е. Л. Челнокова, при участии И. В. Райляна. Дом облицован светлой керамикой и частично внизу тёмно-красным гранитом. В двух нижних этажах находились большие универмаги.

### Сквер Северная Роща
Сквер Северная Роща разбит в 1962 году, прошел перепланировку в 2001 году.

### Станция метрополитена «Московская»
Станция метрополитена «Московская» построена в 1969 году. Наземный вестибюль отсутствует, вестибюли, кассовые залы, подземные переходы сооружены по проекту архитекторов А. С. Гецкина, В. П. Шуваловой, К. Н. Афонской.

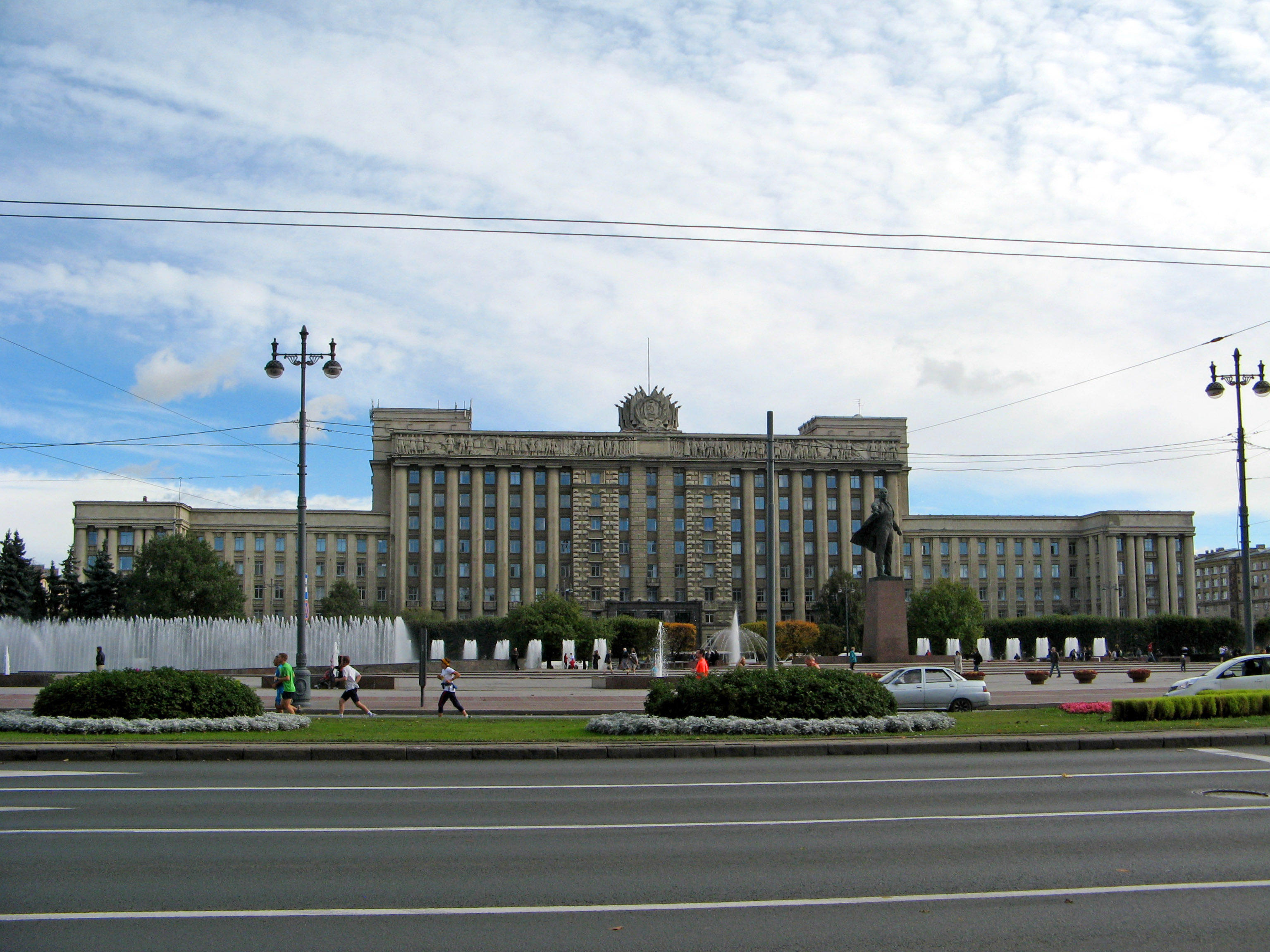
Дом Советов
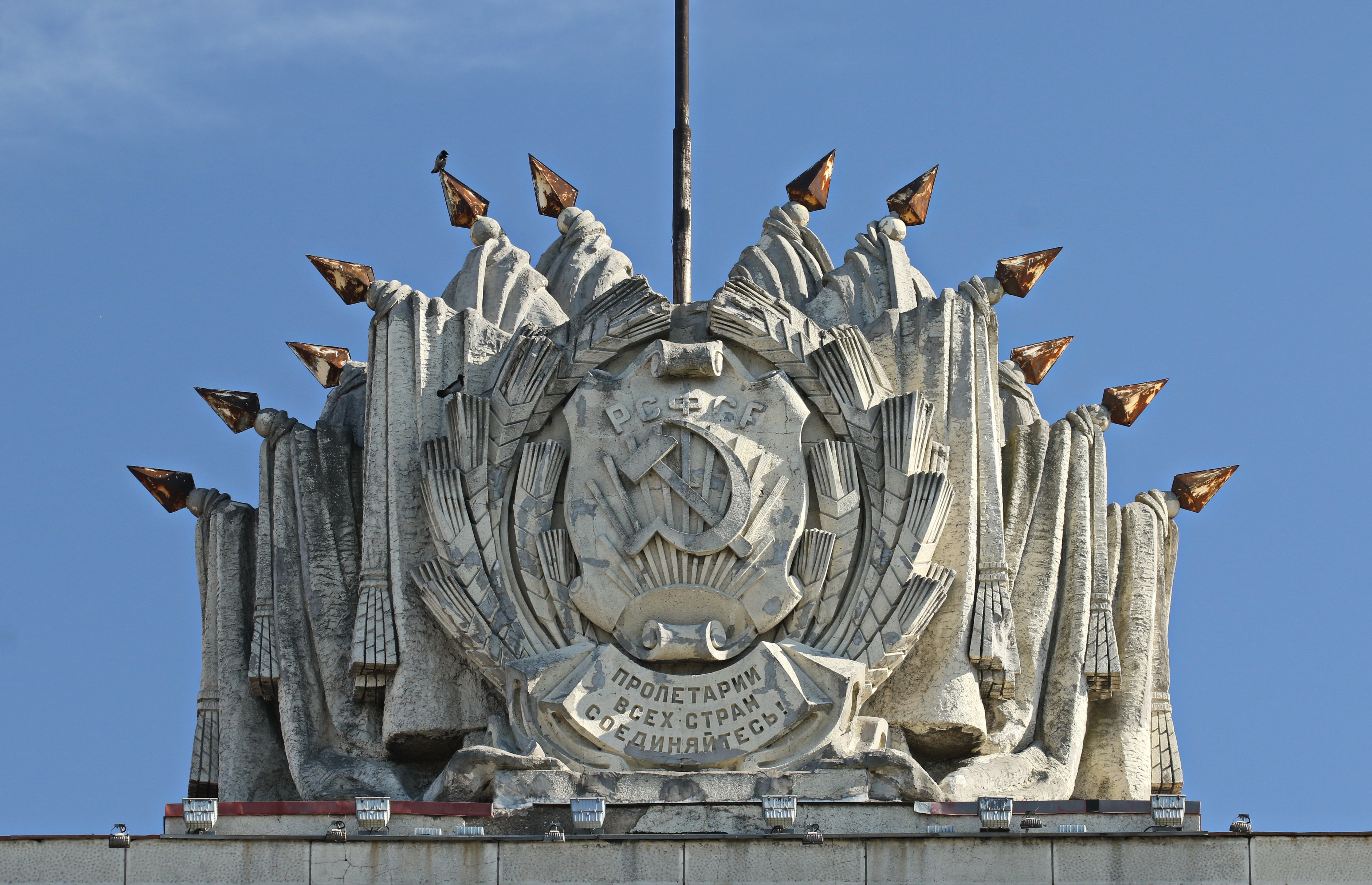
Герб РСФСР на Доме Советов
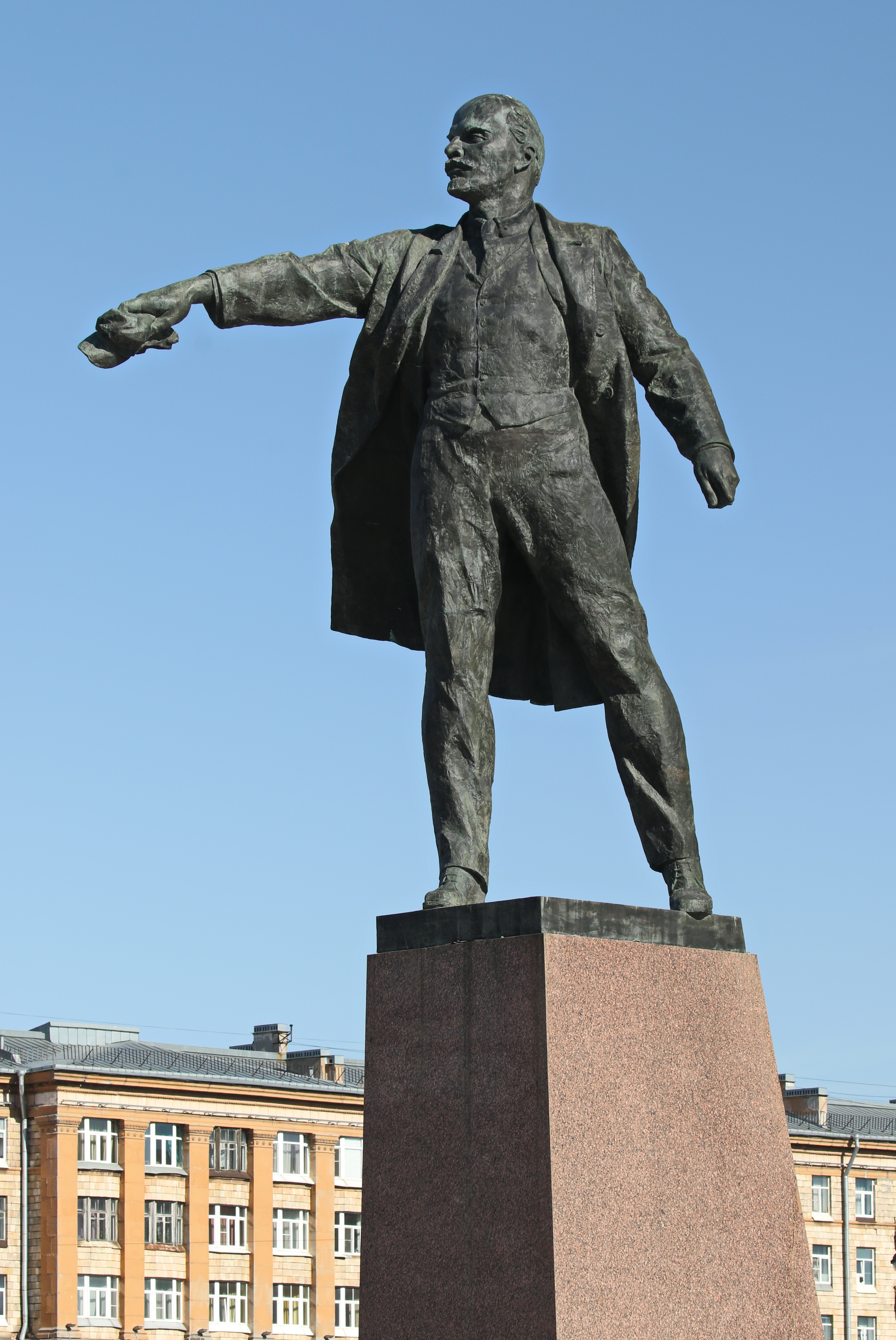
Памятник В. И. Ленину
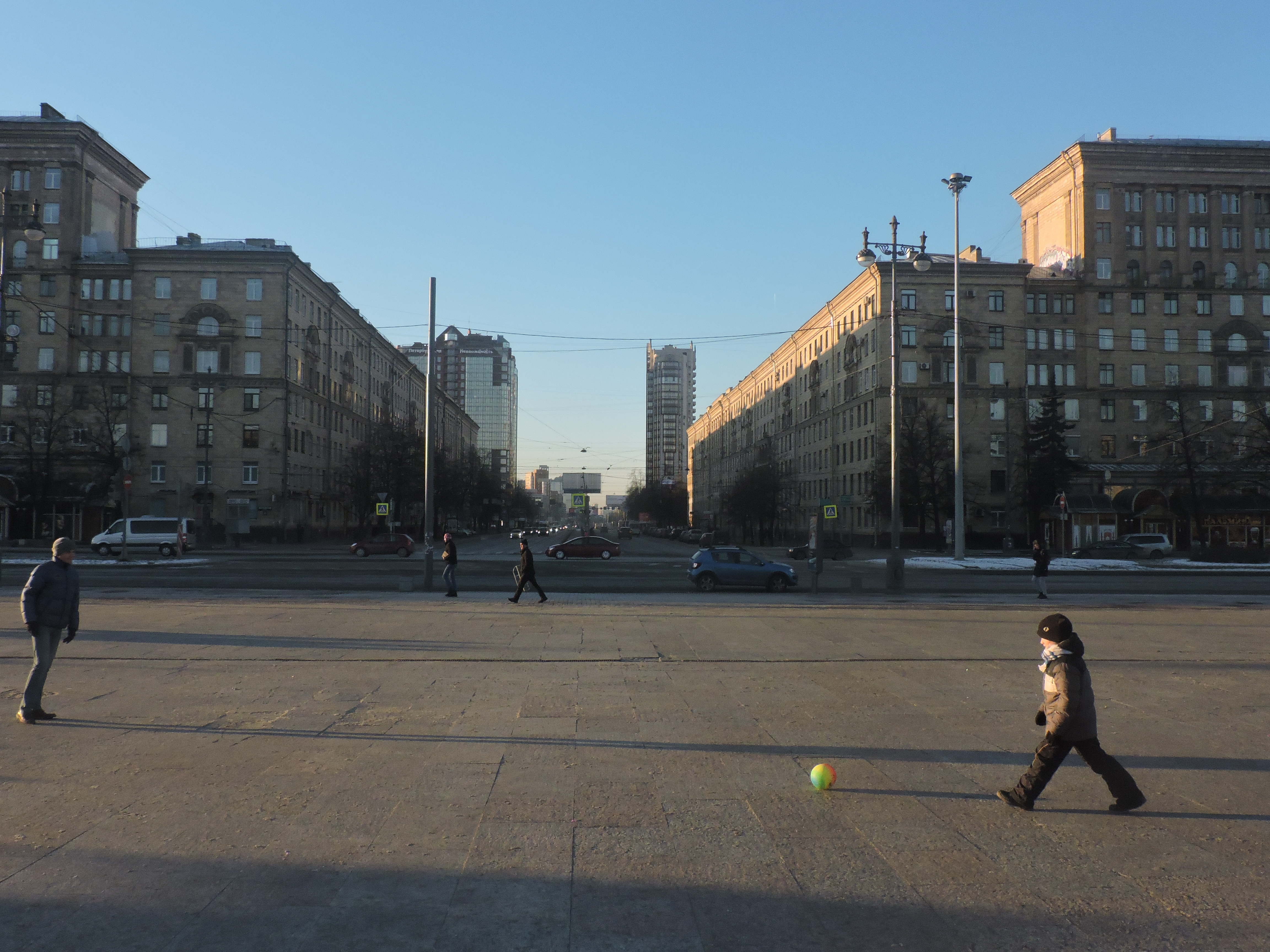
Вид с площади на Ленинский проспект

## Транспорт
На площади есть станция метро:  «Московская».